# Telegrafberget, Kummelnäs
Telegrafberget är ett berg och bebyggelse beläget på södra stranden vid Halvkakssundet intill farleden in till Stockholm. Det ligger i Boo, Nacka kommun, och har vägförbindelse från Orminge via Kummelbergets industriområde. Området har fått sitt namn av en optisk telegraf som fanns på bergets högsta punkt. Telegrafen ingick i den Norra Linjen till Stockholm och var i drift 1795-1809 och 1836-1866. Bebyggelsen var från 2020 till 2023 av SCB klassat som en småort, för att 2023 klassas som varande en del av tätorten Stockholm.
Från 1898 användes platsen som omlastningsplats för fotogen av handelsfirman Wahlund och Grönblad. Tre oljecisterner började byggas 1915, vilka i efterhand fick tillstånd 1916 efter en strid mot Svenska naturskyddsföreningen och kringboende. Verksamheten, Wahlunds mineraloljebolag, såldes till Texaco 1922. Åren 1947-67 bedrevs verksamheten under namnet Caltex. I slutet av 1950-talet byggde Caltex ut oljedepån med ny kajanläggning och fler cisterner. Verksamheten upphörde 1977.
I början av 1900-talet gjordes ett försök att etablera en fashionabel villaförstad vid Telegrafberget av grosshandlare Sven P. Mattisson. Han benämnde området Alpbaden men endast ett fåtal villor kom att uppföras. Idag återstår endast några terrasser och husgrunder. 
HSB förvärvade området 2015 och har här byggt ett bostadsområde med 300 bostäder. 

## Bildgalleri

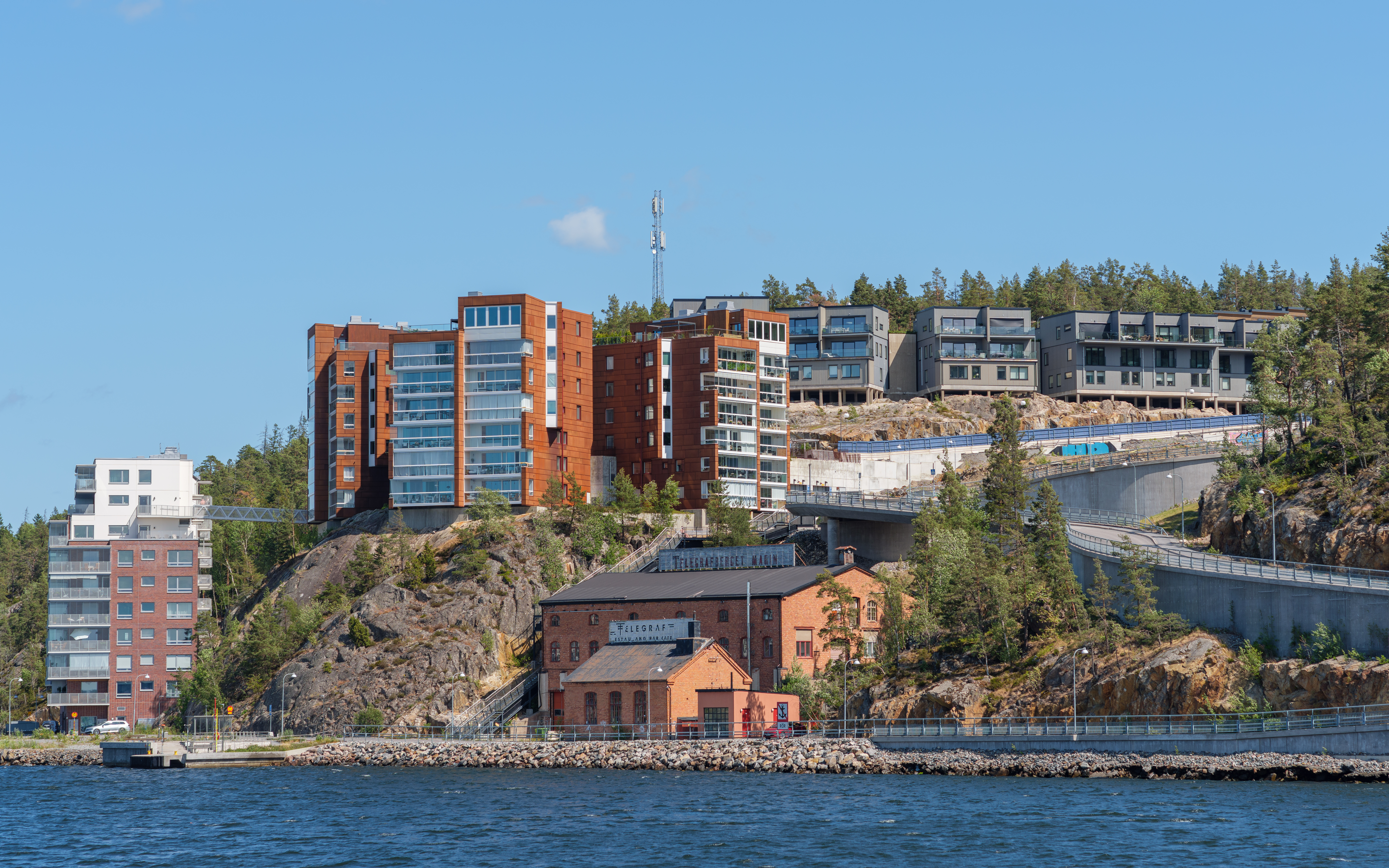
Telegrafberget i juni 2025.
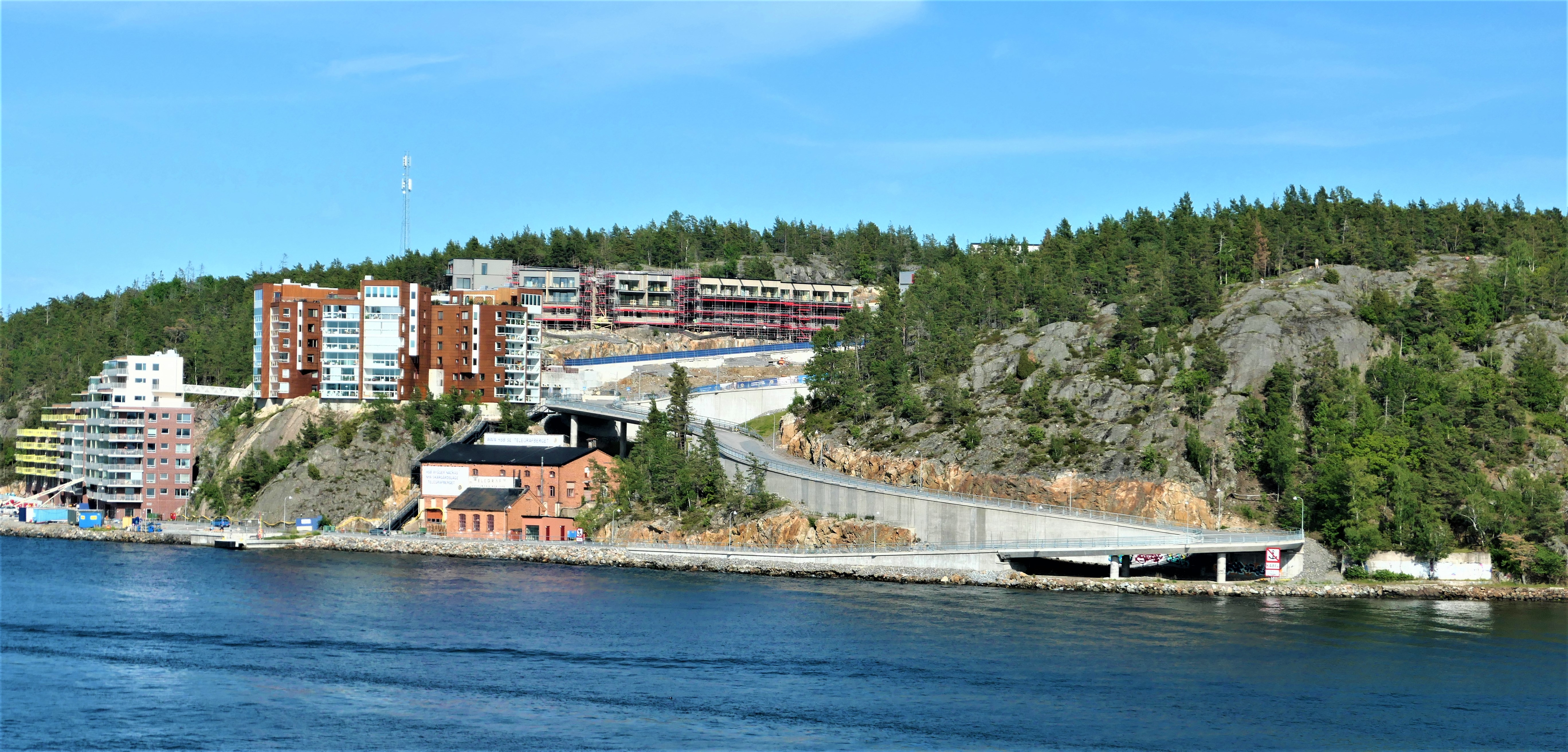
Telegrafberget i juni 2022.
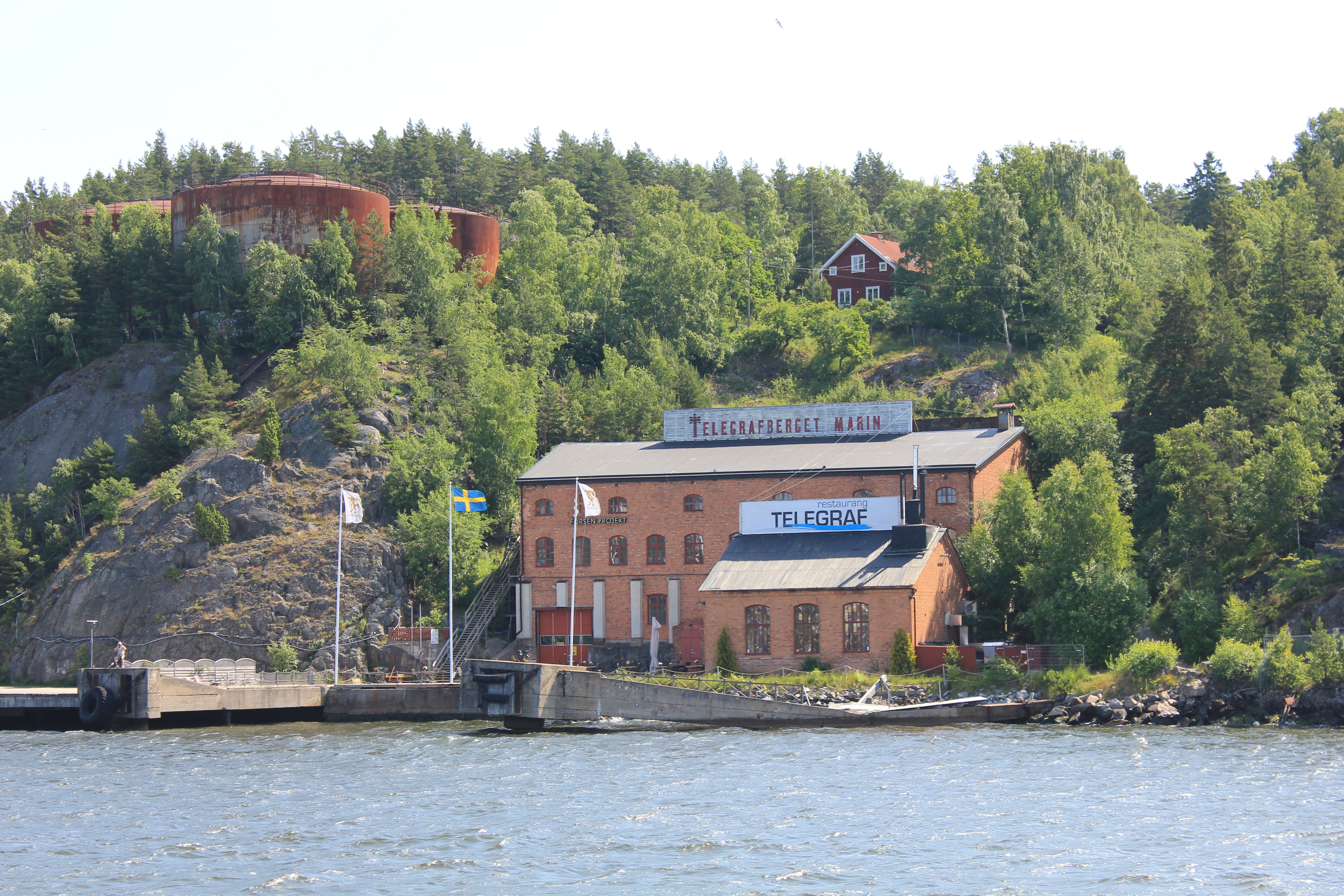
Telegrafberget, 2013. Oljecisterna uppe på bergssluttningen revs 2016.
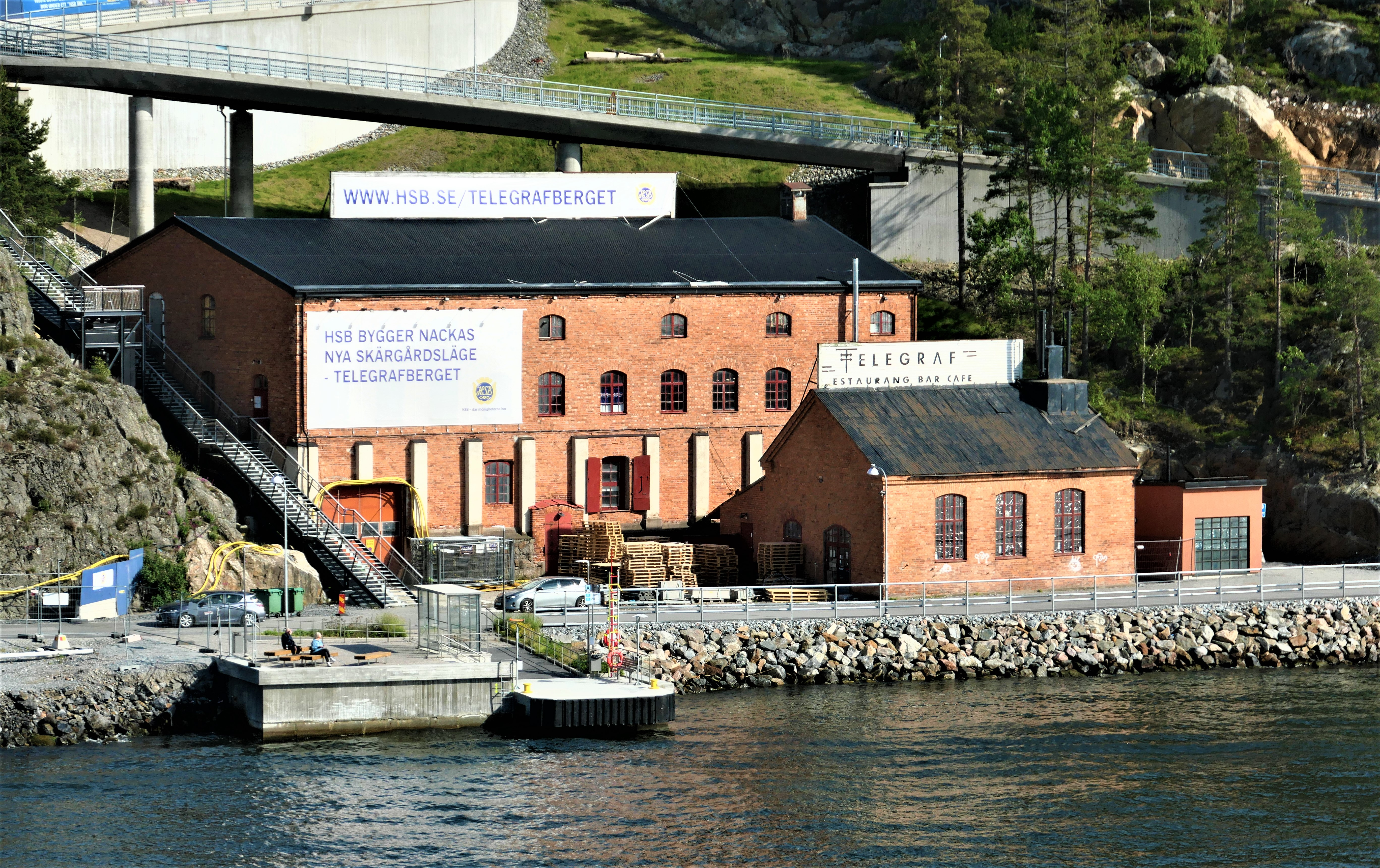
Telegrafberget i juni 2022.